# 아제르바이잔 포도주

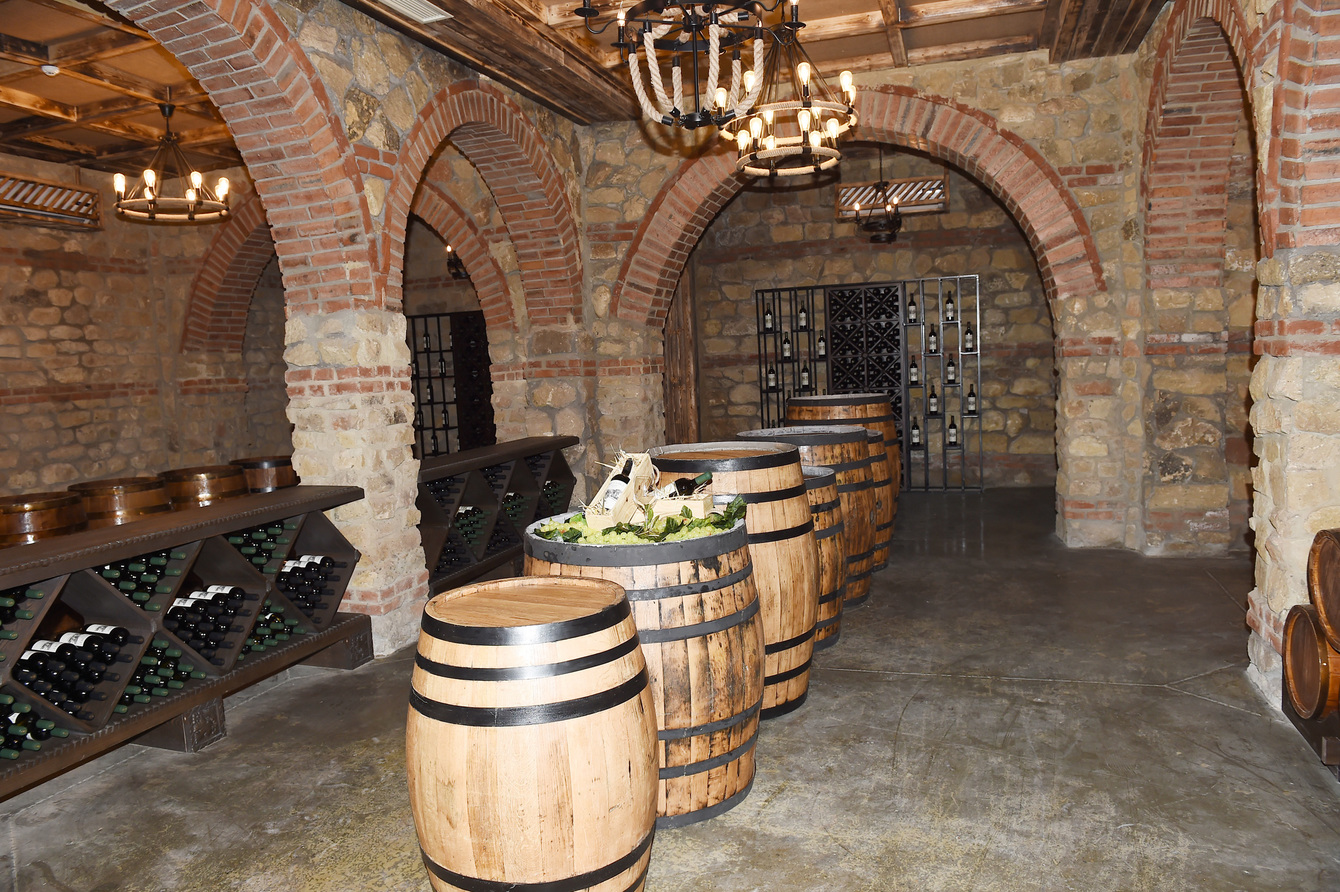

아제르바이잔 포도주(Azerbaijani wine)은 아제르바이잔에서 생산되는 와인이다. 20세기 소비에트 연방 강점기 전까지, 아제르바이잔의 와인 산업은 기원전 2천년 전부터 시작됐으며, 계속해서 번성해왔다. 아제르바이잔의 오랜 와인 생산 역사는 퀼테페(Kültəpə), 카라발라르(Qarabağlar) 및 칼라즉(Galajig)의 발굴에서 확인할 수 있다. 고고학자들은 석기 발효 및 저장 용기를 발견했다. 여기에는 기원전 2,000년경의 잔류물 및 포도 씨앗이 포함되어있다. 고대 그리스의 역사가인 헤로도토스에 따르면, 고대 그리스인들은 BC 7세기 경에는 아제르바이잔 지역에서 와인이 생산된다는 사실을 알고 있었다고 한다. BC 1세기 경 스트라본은 아제르바이잔 와인이 알바니아에까지 잘 알려져있었다고 말했다.

## 같이 보기
- 아제르바이잔 요리
- 포도주 양조